# МСК+4
| KALT | МСК−1 (калининградское время)  | MSK–1 (UTC+2)  | 12:22 |
| MSK  | МСК (московское время)         | MSK+0 (UTC+3)  | 13:22 |
| SAMT | МСК+1 (самарское время)        | MSK+1 (UTC+4)  | 14:22 |
| YEKT | МСК+2 (екатеринбургское время) | MSK+2 (UTC+5)  | 15:22 |
| OMST | МСК+3 (омское время)           | MSK+3 (UTC+6)  | 16:22 |
| KRAT | МСК+4 (красноярское время)     | MSK+4 (UTC+7)  | 17:22 |
| IRKT | МСК+5 (иркутское время)        | MSK+5 (UTC+8)  | 18:22 |
| YAKT | МСК+6 (якутское время)         | MSK+6 (UTC+9)  | 19:22 |
| VLAT | МСК+7 (владивостокское время)  | MSK+7 (UTC+10) | 20:22 |
| MAGT | МСК+8 (магаданское время)      | MSK+8 (UTC+11) | 21:22 |
| PETT | МСК+9 (камчатское время)       | MSK+9 (UTC+12) | 22:22 |

МСК+4, московское время плюс 4 часа — время 6-й часовой зоны России, соответствует UTC+7. Используется также неофициальное название «красноярское время».
Это время применяют Республика Алтай, Республика Тува, Республика Хакасия, Алтайский край, Красноярский край, Кемеровская область, Новосибирская область и Томская область.

## История
На территории России время, опережающее на 4 часа московское время (МСК+4), стало применяться с 1919—1924 годов, когда в стране вводилась международная система часовых поясов.
К 1960-м годам время МСК+4 стало применяться в западных районах Алтайского края, Новосибирской и Томской областей, где до этого применялось время МСК+3.

### Время МСК+4 относительно UTC
Начиная с указанной даты:
- 02.05.1924 — UTC+6;
- 21.06.1930 — UTC+7;
- 01.04.1981 — UTC+8 (летнее), UTC+7 («зимнее»);
- 31.03.1991 — UTC+7 (летнее), UTC+6 («зимнее»);
- 19.01.1992 — UTC+7;
- 29.03.1992 — UTC+8 (летнее), UTC+7 («зимнее»);
- 27.03.2011 — UTC+8 (летнее);
- 31.08.2011 — UTC+8;
- 26.10.2014 по настоящее время — UTC+7.

### Время МСК+4 в регионах
По состоянию на данный год или начиная с указанной точной даты — для краткости указан административный центр региона (по административно-территориальному делению на 2015 год):
- 1962 — Абакан, Барнаул, Горно-Алтайск, Кемерово, Красноярск (Красноярский край, исключая восточные районы), Кызыл, Новосибирск, Томск[4].
- 1973 — Абакан, Барнаул, Горно-Алтайск, Кемерово, Красноярск, Кызыл, Новосибирск, Томск[5].
- 01.10.1981 — Абакан, Барнаул, Горно-Алтайск, Кемерово, Красноярск (Красноярский край, исключая территорию Эвенкийского автономного округа и Хатангского района Таймырского (Долгано-Ненецкого) автономного округа[* 3]), Кызыл, Новосибирск, Томск.
- 01.04.1982 — Абакан, Барнаул, Горно-Алтайск, Кемерово, Красноярск, Кызыл, Новосибирск, Томск.
- 23.05.1993 — Абакан, Барнаул, Горно-Алтайск, Кемерово, Красноярск, Кызыл, Томск.
- 28.05.1995 — Абакан, Кемерово, Красноярск, Кызыл, Томск.
- 01.05.2002 — Абакан, Кемерово, Красноярск, Кызыл[7].
- 28.03.2010 — Абакан, Красноярск, Кызыл[8].
- 26.10.2014 — Абакан, Кемерово, Красноярск, Кызыл.
- 27.03.2016 — Абакан, Барнаул, Горно-Алтайск, Кемерово, Красноярск, Кызыл.
- 29.05.2016 — Абакан, Барнаул, Горно-Алтайск, Кемерово, Красноярск, Кызыл, Томск[9].
- 24.07.2016 по настоящее время — Абакан, Барнаул, Горно-Алтайск, Кемерово, Красноярск, Кызыл, Новосибирск[10], Томск.

## Часовая зона МСК+4
- Республика Алтай
- Тыва
- Хакасия
- Алтайский край
- Красноярский край
- Кемеровская область
- Новосибирская область
- Томская область